# Juego de las Estrellas de la Major League Soccer 1996

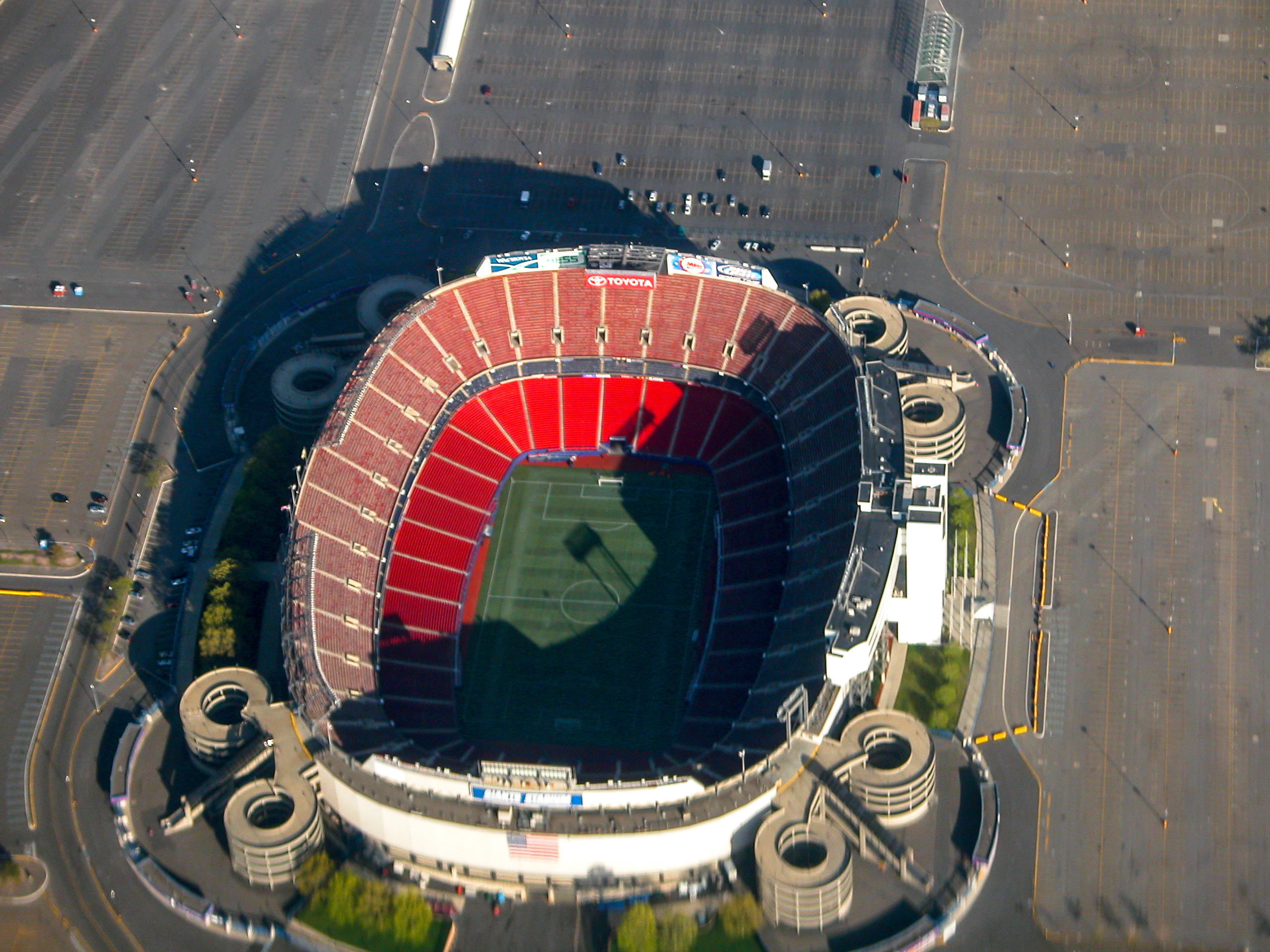
Giants Stadium

El Juego de las Estrellas de la Major League Soccer 1996 fue la primera edición del Juego de las Estrellas de la Major League Soccer, se jugó el 14 de julio de 1996 donde participaron los mejores jugadores divididos en dos equipos que representan a cada conferencia. El partido se disputó en el Giants Stadium en East Rutherford, Nueva Jersey.
El equipo de la conferencia del Este se quedó con el partido tras ganar por 3-2 al equipo del Oeste.
| Este 3 | Oeste 2 |

## El partido
| POR | Tony Meola        | 45'                             |
| DEF | Martín Vásquez    | 67'                             |
| DEF | Jeff Agoos        |                                 |
| DEF | Cle Kooiman       | 45'                             |
| DEF | Alexi Lalas       |                                 |
| MED | Roberto Donadoni  | 35'                             |
| MED | Carlos Valderrama | Jugador más valioso del partido |
| MED | Tab Ramos         | 60'                             |
| DEL | Roy Lassiter      | 42'                             |
| DEL | Wélton            |                                 |
| DEL | Brian McBride     |                                 |
| DT  | -                 |                                 |

| POR | Jorge Campos        | 45' |
| DEF | John Doyle          |     |
| DEF | Robin Fraser        |     |
| DEF | Dan Calichman       | 45' |
| MED | Preki               |     |
| MED | Mauricio Cienfuegos | 45' |
| MED | Cobi Jones          | 45' |
| MED | Leonel Álvarez      |     |
| MED | Jason Kreis         |     |
| DEL | Eric Wynalda        | 45' |
| DEL | Eduardo Hurtado     | 45' |
| DT  | -                   |     |

| POR | Mark Dougherty    | 45' |
| DEF | Steve Pittman     | 45' |
| MED | Marco Etcheverry  | 35' |
| MED | Doctor Khumalo    | 60' |
| DEL | Giovanni Savarese | 42' |
| DEL | Steve Rammel      | 67' |

| POR | Mark Dodd        | 45' |
| DEF | Diego Soñora     | 45' |
| MED | Paul Bravo       | 45' |
| MED | Mark Santel      | 45' |
| DEL | Digital Takawira | 45' |
| DEL | Mo Johnston      | 45' |

| Anotado | 14' | Tab Ramos         |
| Anotado | 69' | Giovanni Savarese |
| Anotado | 88' | Steve Pittman     |

| Anotado | 33' | Preki       |  |
| Anotado | 37' | Jason Kreis |  |

| Árbitro             | Kevin Stott |
| Árbitros asistentes | Arthur Reed |
| Árbitros asistentes | Greg Barkey |

| POR | Tony Meola        | 45'                             |
| DEF | Martín Vásquez    | 67'                             |
| DEF | Jeff Agoos        |                                 |
| DEF | Cle Kooiman       | 45'                             |
| DEF | Alexi Lalas       |                                 |
| MED | Roberto Donadoni  | 35'                             |
| MED | Carlos Valderrama | Jugador más valioso del partido |
| MED | Tab Ramos         | 60'                             |
| DEL | Roy Lassiter      | 42'                             |
| DEL | Wélton            |                                 |
| DEL | Brian McBride     |                                 |
| DT  | -                 |                                 |

| POR | Jorge Campos        | 45' |
| DEF | John Doyle          |     |
| DEF | Robin Fraser        |     |
| DEF | Dan Calichman       | 45' |
| MED | Preki               |     |
| MED | Mauricio Cienfuegos | 45' |
| MED | Cobi Jones          | 45' |
| MED | Leonel Álvarez      |     |
| MED | Jason Kreis         |     |
| DEL | Eric Wynalda        | 45' |
| DEL | Eduardo Hurtado     | 45' |
| DT  | -                   |     |

| POR | Mark Dougherty    | 45' |
| DEF | Steve Pittman     | 45' |
| MED | Marco Etcheverry  | 35' |
| MED | Doctor Khumalo    | 60' |
| DEL | Giovanni Savarese | 42' |
| DEL | Steve Rammel      | 67' |

| POR | Mark Dodd        | 45' |
| DEF | Diego Soñora     | 45' |
| MED | Paul Bravo       | 45' |
| MED | Mark Santel      | 45' |
| DEL | Digital Takawira | 45' |
| DEL | Mo Johnston      | 45' |

| Anotado | 14' | Tab Ramos         |
| Anotado | 69' | Giovanni Savarese |
| Anotado | 88' | Steve Pittman     |

| Anotado | 33' | Preki       |  |
| Anotado | 37' | Jason Kreis |  |

| Árbitro             | Kevin Stott |
| Árbitros asistentes | Arthur Reed |
| Árbitros asistentes | Greg Barkey |